# Vállas rétisáska
A vállas rétisáska (Chorthippus dichrous) a sáskafélék családjába tartozó, Eurázsiában honos sáskafaj.

## Megjelenése
A vállas rétisáska testhossza a hím esetében 13-18 mm, a nőstény 17-24 mm. Közepesen nagy termetű faj. Színe halványbarnás vagy szürkés, néha zöldes. Előfordulnak -kétszínű egyedek is, amelyeknek a háta sötétbarna, oldala világosbarna, szürke vagy zöld. A hímek potrohának végén a felső oldal halványbarnás vagy -narancsos. A torpajzs élei nagyjából párhuzamosan futnak, csak kicsit hajlanak ki hátul. Szárnyai jól fejlettek, az első szárnyak keskenyek és hosszúak, egyértelműen túlérnek a hátsó térden; a mediális mező nem hirtelen kiszélesedő. 
Éneke 3-6 cirpelésből áll, melyek igen rövidek (kb. fél másodperc) és szabálytalan időközönként követik egymást.

### Hasonló fajok
A hátas rétisáska és a pusztai rétisáska hasonlít hozzá.

## Elterjedése
Közép-Európától Közép-Ázsiáig honos, legnyugatibb előfordulása a Kárpát-medencében, a Fertő-tónál van. Magyarországon több helyen előforduló (alföldi szikesek, Kiskunság, Mezőföld) de ritka faj. 

## Életmódja
Zárt, száraz (néha közepesen nedves vagy nedves), magas füvű réteken fordul elő, jellemzően együtt a púposhasú rétiszöcskével és a tőrös szöcskével. Magyarországon a homokos talajú, dús növényzetű réteken a kis kúpfejűszöcskével együtt is megtalálható.
Kifejlett egyedeivel június közepétől októberig lehet találkozni, leggyakrabban július végétől szeptember közepéig.
Magyarországon nem védett.